# Haití en los Juegos Olímpicos de Montreal 1976
Haití estuvo representado en los Juegos Olímpicos de Montreal 1976 por un total de trece deportistas, diez hombres y tres mujeres, que compitieron en dos deportes.
El equipo olímpico haitiano no obtuvo ninguna medalla en estos Juegos.